# 左楠路
左楠路（Zuonan Rd.）為高雄市楠梓區的南北向主要道路，北起加昌路口，南至翠華路與左營大路口（為Y字路口）。其中後昌路口至翠華路編號台17線，也是楠梓區右昌、後勁地區及楠梓科技產業園區往來左營區的重要幹道。

## 行經行政區域
- 若不計重疊處，則全境皆位於楠梓區。

（由北至南）
- 楠梓區
- 左營區

## 沿線設施
（由北至南）
- 高雄市楠梓區油廠國小
- 捷運油廠國小站
- 後昌路
- 中山大學附屬國光高中
- 台灣中油高雄煉油廠
- 台灣中油煉製事業部技術圖書館
- 捷運世運站
- 台灣中油加油加氣站左楠站

## 公車資訊

### 高雄市市區公車
- 港都客運：
  - 6  左營南站－萬金路
  - 39  左營南站－榮民總醫院
  - 205  中華幹線 加昌站－高雄火車站－夢時代
  - 219  加昌站－鹽埕埔
- 南台灣客運：
  - 301 加昌站－高雄火車站
  - 紅53B 新左營車站－捷運世運站－蚵仔寮漁港

## 公共自行車
- 高雄市公共自行車租賃系統：
  - 捷運油廠國小站(2號出口)：後昌路546巷4弄7號(前人行道)
  - 捷運油廠國小(4號出口)：捷運油廠國小(4號出口)
  - 捷運油廠國小站(1號出口)：後昌路/左楠路口(西南側人行道)
  - 捷運世運站(2號出口)：宏毅一路13巷1號前
  - 捷運世運站(1號出口)：左楠路2-1號(對側人行道)